# Tinovul Luci (sit SCI)
Tinovul Luci este o arie protejată (sit de importanță comunitară — SCI) din România, desemnată în scopul protejării biodiversității și menținerii într-o stare de conservare favorabilă a florei spontane și faunei sălbatice, precum și a habitatelor naturale de interes comunitar aflate în arealul zonei de protecție. Aceasta se întinde pe o suprafață de 274,4 ha, integral pe uscat.

## Localizare
Situl Tinovul Luci se întinde pe teritoriul administrativ al municipiului Miercurea Ciuc și pe cel al comunei Sâncrăieni din județul Harghita. Centrul acestuia este situat la coordonatele 46°18′00″N 25°43′07″E / 46.2999°N 25.718544°E.

## Înființare
Situl Tinovul Luci (ROSCI0246) a fost declarat sit de importanță comunitară în decembrie 2007 pentru a proteja 18 specii de animale. Acesta include rezervația naturală Tinovul Luci.

## Biodiversitate
Situată în ecoregiunea alpină a Munților Harghitei, aria protejată conține un habitat natural: Turbării împădurite.
La baza desemnării sitului se află  ligularia (Ligularia sibirica), o specie floristică ocrotită la nivel european prin Directiva C.E. 92/43/CE (anexa I-a) din 21 mai 1992 (privind conservarea habitatelor naturale și a speciilor de faună și floră sălbatică).
Pe lângă planta protejată aflată la baza desemnării sitului, pe teritoriul sitului au mai fost identificate 45 specii din fauna sălbatică și flora spontană a României, protejate la nivel european sau aflate pe lista roșie a IUCN.